# Tetrápolis siria

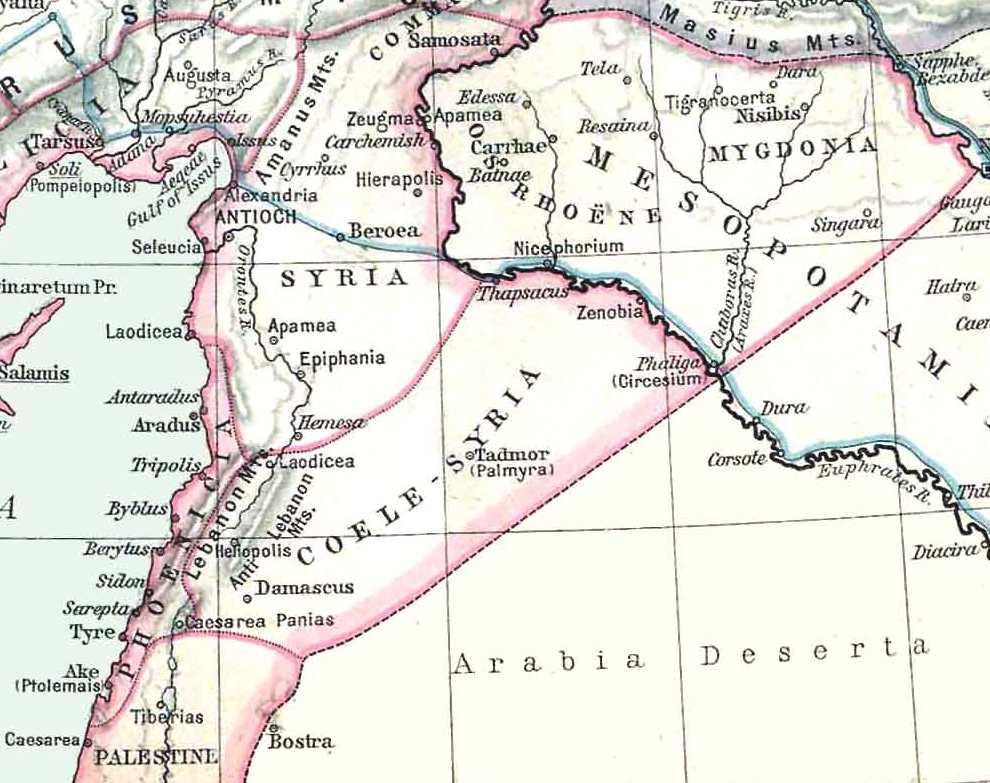
Siria histórica

La tetrápolis siria fue una agrupación de ciudades helenísticas pertenecientes a esa región del Levante mediterráneo. Estaba formada por Antioquía, la más importante de ellas, su ciudad portuaria; Seleucia Pieria, Apamea, base militar y centro de comercio y Laodicea marítima (actual Latakia). Todas ellas fueron fundadas por el rey Seleuco I Nicator y nombradas por miembros de su familia.